# Divine (sånggrupp)
Divine är en svensk operagrupp bildad i Stockholm. De gjorde sitt första framträdande vid utdelningen av Stockholm Water Prize i augusti 2007, där bland andra kung Carl XVI Gustaf och drottning Silvia närvarade.

## Om gruppen
Divine grundades och består oftast av de två sångerskorna Gabriella Lambert-Olsson och Caroline Gentele. Divine sjunger både opera, operett och  moderna klassiker – de har bland annat tolkat Queen´s sång Who wants to live forever på Cd:n Divine. 2013 producerade de sitt eget inslag när de sjöng på Nobelfesten i Stockholm. Divine har medverkat i många olika radio- och TV-program och turnerar över hela världen. 
Gruppens medlemmar hade egna solokarriärer bakom sig innan de bildade sånggruppen och har bland annat uppträtt på Kungliga Operan, Dramaten och Confidencen och Glyndebourne. Ibland har Divine haft en sättning som trio, då med olika medarbetare som Jacqueline Miura eller Annie Fredriksson.
I maj 2021 släpptes filmen De svenska näktergalarna av SVT med Gentele och Lambert-Olsson i rollerna som Jenny Lind och Kristina Nilsson.